# 梅益

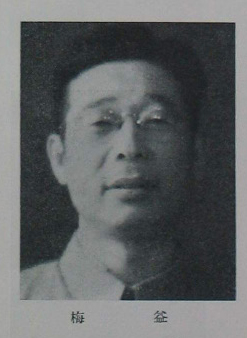
梅益近照

梅益（1913年—2003年9月13日），原名陳少卿，男，廣東潮安人，中國作家、翻譯家、學者，中國共產黨黨員。

## 生平
曾在汕頭金山中學、上海中國公學、北平中國大學等校讀書。1935年經陳伯達介紹，參加中國左翼作家聯盟。1937年加入中國共產黨。
曾任中央廣播事業局副局長、局長、書記；中國社會科學院副秘書長、秘書長、副院長、第1書記；《中國大百科全書》出版社社長兼總編輯等公職。譯有《鋼鐵是怎樣煉成的》等書，是史上漢譯這部書的第1人，從英文譯本轉譯，后由劉遼逸據俄文原文校訂。
2003年在北京去世。

## 家庭
妻子尹琦华。子女：梅海，梅山，梅京，梅添，梅燕。